# Platylabus histrio
Platylabus histrio är en stekelart som beskrevs av Wesmael 1855. Platylabus histrio ingår i släktet Platylabus och familjen brokparasitsteklar. Utöver nominatformen finns också underarten P. h. erberi.